# 双-HPPP
2,2-二[4-(2,3-二羟基丙氧基)苯基]丙烷，双-HPPP（2,2-bis[4(2,3-hydroxypropoxy)phenyl]propane，bis-HPPP），又称双酚 A 二(2,3-二羟基丙基)醚，是牙科複合樹脂双-GMA被唾液酯酶降解后形成的一种有机化合物，也称为BADGE·2H2O，因为它是用于形成环氧树脂的BADGE的水解形式。从结构上看，它是双酚A的二甘油醚。

## 形成
在CE催化下，2,2-[4(2-羟基-3-甲基丙烯酰氧基丙氧基)-苯基]丙烷（双-GMA）水解后，双-HPPP与甲基丙烯酸一起释放出来。这种反应在牙科树脂的水解降解中非常常见，因为唾液酯酶能够裂解牙科复合材料中丙烯酸聚合物的酯键。
质谱分析表明，水解会裂解双-GMA中两个甲基丙烯酸酯单元的酯键，生成双-HPPP和两分子甲基丙烯酸。